# 오토 슈트라서

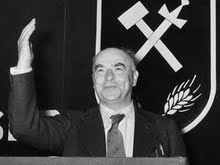

오토 슈트라서(Otto Strasser, 1897년 9월 10일 ~ 1974년 8월 27일)는 독일의 정치인이자 국가사회주의 독일 노동자당의 초기 당원이다. 형제 그레고어 슈트라서와 함께 당의 슈트라서주의의 주도적인 일원이었으며 아돌프 히틀러파와의 분쟁으로 인해 탈당하였다. 나치당을 분리시킬 목적으로 만들어진 흑색전선을 설립하였다.
그의 나치즘 브랜드는 현재 슈트라서주의로 알려져 있다.

## 같이 보기
- 슈트라서주의